# Ėrzin (fiume)
L'Ėrzin (in russo Эрзи́н?) è un fiume della Russia, tributario di destra del Tes-Chem. Scorre attraverso l'Ėrzinskij kožuun della Repubblica di Tuva.

## Descrizione
Il fiume ha origine all'incrocio delle catene montuose Tannu-Ola orientali e Sangilen. Nel corso inferiore del fiume, la zona sotto la foce del tributario Ular è estremamente tortuosa; il letto del fiume, largo 100–200 m, si scompone in una serie di rami, che si riuniscono dopo una certa distanza. Il fondale del fiume è prevalentemente di ciottoli. A 14 km dalla foce riceve da sinistra il suo maggior affluente, il Naryn (lungo 121 km). Sfocia nel Tes-Chem a 305 dalla foce, a un'altitudine di 1 060 m sul livello del mare. Ha una lunghezza di 139 km, l'area del suo bacino è di 4 390 km². Poco prima della foce tocca il villaggio di Ėrzin.